# Copa espanyola de bàsquet femenina
La Copa espanyola de bàsquet femení, també anomenada Copa de la Reina de bàsquet (en castellà: Copa de la Reina LF Endesa) és una competició de clubs femenins de basquetbol que es disputa a Espanya. De caràcter anual, està organitzada per la Federació Espanyola de Basquetbol. Va ser creada l'any 1943 inicialment amb el nom de Campionat d'Espanya, tot i que no es disputà tots els anys. Hi competeixen els sets primers classificats de la primera volta de la Lliga espanyola més l'amfitrió de la competició, disputant una fase final en format d'eliminació directa amb quarts de final, semifinal i final en una seu neutral. L'equip guanyador del torneig és declarat campió de la Copa de la Reina i té dret a participar en la Supercopa d'Espanya i l'EuroCup femenina de la temporada següent. La primera final es disputà el juliol de 1943 entre el RCD Espanyol i el Reial Madrid al Frontó Balear de Palma, guanyà l'equip català i fou el primer campió de la competició.
Històricament, fins a la dècada dels 1980, la competició fou dominada per equips catalans i madrilenys, destacant la Secció Femenina de Madrid (1944, 1945, 1950, 1951, 1952, 1953) i el Picadero Jockey Club (1973, 1975, 1978, 1979, 1980, 1983) amb sis títols cadascun, i amb l'excepció puntual del Celta de Vigo, que aconseguí quatre títols (1981, 1982, 1984, 2001). Posteriorment, el València-Ros Casares fou el dominador de la competició durant la dècada del 2010 amb set títols (2002, 2003, 2004, 2007, 2008, 2009, 2010) i en les darreres edicions ha destacat l'ascens del Club Baloncesto Avenida com a equip dominador, essent, amb deu títols, el club que més vegades ha guanyat la competició.

## Historial
| En negreta = Equip guanyador (prò.) = Pròrroga (1) = Nombre de títols Nota: Noms dels equips segons l'època. |

| Edició                          | Temp.   | Data       | Campió                       | Resultat     | Subcampió               | Seu                                            | refs   |
| ------------------------------- | ------- | ---------- | ---------------------------- | ------------ | ----------------------- | ---------------------------------------------- | ------ |
| I                               | 1943    | 28-06-1943 | RCD Espanyol (1)             | 13-10        | Reial Madrid            | Frontó Balear, Palma                           | [ 2 ]  |
| II                              | 1944    | 28-07-1944 | SF Centro (1)                | 16-12        | RCD Espanyol            | Vigo                                           |        |
| III                             | 1945    | 13-07-1945 | SF Centro (2)                | 39-11        | SF Buenavista           | Madrid                                         |        |
| no es disputà entre 1946 i 1949 |         |            |                              |              |                         |                                                |        |
| IV                              | 1950    |            | SF Madrid (3)                |              | SF Guadalajara          | Gijón                                          |        |
| V                               | 1951    | 10-06-1951 | SF Madrid (4)                | 33-15        | GD García Vives         | Frontón Fiesta Alegre, Madrid                  |        |
| VI                              | 1952    | 26-10-1952 | SF Madrid (5)                | 32-20        | CD Hispano Francés      | Pista del Club Apolo, Barcelona                |        |
| VII                             | 1953    | 13-12-1953 | SF Madrid (6)                | 30-20        | SF Barcelona            | Frontón Aragonés, Saragossa                    |        |
| no es disputà entre 1954 i 1959 |         |            |                              |              |                         |                                                |        |
| VIII                            | 1960    | 06-07-1960 | CE Cottet (1)                | 36-34        | Picadero JC Damm        | Gimnasio Polideportivo, Saragossa              | [ 4 ]  |
| IX                              | 1961    | 04-06-1961 | Medina La Corunya (1)        | 27-22        | CREFF Madrid            | Palau Kursaal, Sant Sebastià                   |        |
| X                               | 1962    | 26-05-1962 | CREFF Madrid (1)             | 38-34        | INDO                    | Palau d'Esports de la Comunitat de Madrid      |        |
| XI                              | 1963    | 05-05-1963 | CREFF Madrid (2)             | 33-28        | INDO                    | Pista dels Lluïsos de Gràcia, Barcelona        |        |
| no es disputà entre 1964 i 1971 |         |            |                              |              |                         |                                                |        |
| XII                             | 1971-72 | 02-05-1972 | CREFF Madrid (3)             | 45-44        | Filomatic Picadero JC   | Pavelló Naútico de Tenerife, Santa Cruz        |        |
| XIII                            | 1972-73 | 13-05-1973 | Moritz Picadero JC (1)       | 36-21        | Ignis Mataró            | Poliesportiu Municipal d'Alcoi                 |        |
| XIV                             | 1973-74 | 07-04-1974 | CREFF Madrid (4)             | 64-48        | Ignis Mataró            | Àvila                                          | [ 5 ]  |
| XV                              | 1974-75 | 17-05-1975 | Picadero JC PICEFF (2)       | 57-45        | CREFF Madrid            | Pavelló Universitario de Granada               | [ 6 ]  |
| no es disputà entre 1976 i 1977 |         |            |                              |              |                         |                                                |        |
| Copa de la Reina de bàsquet     |         |            |                              |              |                         |                                                |        |
| XVI                             | 1977-78 | 29-04-1978 | Picadero JC (3)              | 62-55        | Celta de Vigo-Citroen   | Palau d'Esports de Lleó                        | [ 7 ]  |
| XVII                            | 1978-79 | 01-05-1979 | Picadero JC Íntima (4)       | 64-54        | Celta de Vigo-Citroen   | Pavelló Sant Josep, Badalona                   | [ 8 ]  |
| XVIII                           | 1979-80 | 04-05-1980 | Picadero JC Íntima (5)       | 83-82        | Celta de Vigo           | Poliesportiu Virgen del Val, Alcalá de Henares | [ 9 ]  |
| XIX                             | 1980-81 | 03-05-1981 | Celta de Vigo-Citroen (1)    | 74-58        | Comansi-Picadero JC     | Pavelló Municipal de Vigo                      | [ 10 ] |
| XX                              | 1981-82 | 16-05-1982 | Celta de Vigo-Citroen (2)    | 101-68       | Complutense Madrid      | Pavelló Punta Arnela, Ferrol                   | [ 11 ] |
| XXI                             | 1982-83 | 22-05-1983 | Comansi-Picadero JC (6)      | 63-62        | Celta de Vigo           | Pavelló Municipal de Guadalajara               | [ 12 ] |
| XXII                            | 1983-84 | 13-05-1984 | Celta de Vigo-Citroen (3)    | 77-74        | Real Canoe NC           | Pavelló Municipal Santa Isabel, Santiago       | [ 13 ] |
| XXIII                           | 1984-85 | 05-05-1985 | El Masnou-Comansi (1)        | 76-61        | Coronas Tenerife        | Pavelló Municipal de Chapina, Sevilla          | [ 14 ] |
| XXIV                            | 1985-86 | 29-12-1985 | Tortosa-Sabor d'Abans (1)    | 69-67        | Real Canoe NC           | Pavelló Municipal de Tortosa                   | [ 15 ] |
| XXV                             | 1986-87 | 20-12-1986 | Tortosa-Sabor d'Abans (2)    | 84-57        | Arjeriz Xuncas          | Pavelló Municipal d'Esports, Santa Cruz        | [ 16 ] |
| XXVI                            | 1987-88 | 21-12-1987 | Tortosa-Raventós Catasús (3) | 59-56        | Arjeriz Xuncas          | Palau Municipal d'Esports de Lugo              | [ 17 ] |
| XXVII                           | 1988-89 | 07-05-1989 | Tortosa-Caixa Tarragona (4)  | 71-56        | Insulsa Xuncas          | Pavelló Los Cristianos, Arona                  | [ 18 ] |
| XXVIII                          | 1989-90 | 14-05-1990 | Banco Zaragozano (1)         | 95-94 (prò.) | Microbank El Masnou     | Jerez de la Frontera                           | [ 19 ] |
| XXIX                            | 1990-91 | 05-05-1991 | Godella-Dorna (1)            | 76-72        | Canoe-Caja Postal       | Palacio das Travesas, Vigo                     | [ 20 ] |
| XXX                             | 1991-92 | 12-01-1992 | Godella-Dorna (2)            | 89-82        | Banco Zaragozano        | Gandia                                         |        |
| XXXI                            | 1992-93 | 17-04-1993 | BEX Banco Exterior (1)       | 76-64        | Godella-Dorna           | Palau d'Esports de Granada                     | [ 21 ] |
| XXXII                           | 1993-94 | 09-04-1994 | Godella-Dorna (3)            | 79-77        | BEX Argentaria          | Pamplona                                       |        |
| XXXIII                          | 1994-95 | 29-12-1994 | Godella-Costa Naranja (4)    | 65-46        | Sandra Gran Canaria     | Pavelló Font de Sant Lluís, València           |        |
| XXXIV                           | 1995-96 | 29-12-1995 | Real Canoe NC (1)            | 84-69        | Godella-Costa Naranja   | Osca                                           |        |
| XXXV                            | 1996-97 | 21-12-1996 | Pool Getafe (1)              | 73-45        | RC Celta Banco Simeón   | Valladolid                                     | [ 22 ] |
| XXXVI                           | 1997-98 | 20-12-1997 | Pool Getafe (2)              | 86-63        | Sandra Gran Canaria     | Lugo                                           | [ 23 ] |
| XXXVII                          | 1998-99 | 19-12-1998 | Sandra Gran Canaria (1)      | 69-44        | Ensino CB               | Pavelló Juan de la Cierva, Getafe              |        |
| XXXVIII                         | 1999-00 | 08-01-2000 | Sandra Gran Canaria (2)      | 73-48        | CB Ciudad de Burgos     | Centro Insular de Deportes, Las Palmas         |        |
| XXXIX                           | 2000-01 | 06-01-2001 | RC Celta Banco Simeón (4)    | 66-64        | Salamanca Halcón Viajes | Pavelló de Wurzburg, Salamanca                 |        |
| XL                              | 2001-02 | 12-01-2002 | València-Ros Casares (1)     | 76-57        | Yaya Maria Breogan      | Pazo Provincial dos Deportes, Lugo             |        |
| XLI                             | 2002-03 | 08-03-2003 | València-Ros Casares (2)     | 81-70        | UB FC Barcelona         | Palau Blaugrana 2, Barcelona                   |        |
| XLII                            | 2003-04 | 10-01-2004 | València-Ros Casares (3)     | 72-67        | Perfumerias Avenida     | Pavelló Font de Sant Lluís, València           |        |
| XLIII                           | 2004-05 | 09-01-2005 | Perfumerias Avenida (1)      | 74-68        | Mann Filter Zaragoza    | Pavelló Font de Sant Lluís, València           | [ 24 ] |
| XLIV                            | 2005-06 | 08-01-2006 | Perfumerias Avenida (2)      | 67-60        | València-Ros Casares    | Palacio Municipal de Deportes, Lleó            | [ 25 ] |
| XLV                             | 2006-07 | 07-01-2007 | València-Ros Casares (4)     | 72-60        | Perfumerias Avenida     | Palacio de Deportes de Chapín, Jerez           |        |
| XLVI                            | 2007-08 | 17-02-2008 | València-Ros Casares (5)     | 68-66        | CB San José             | Pavelló San Pablo, Sevilla                     | [ 26 ] |
| XLVII                           | 2008-09 | 08-03-2009 | València-Ros Casares (6)     | 65-60        | CB Puig d'en Valls      | Pavelló Sánchez Paraiso, Salamanca             | [ 27 ] |
| XLVIII                          | 2009-10 | 10-01-2010 | València-Ros Casares (7)     | 64-62        | Perfumerias Avenida     | Pavelló Príncipe Felipe, Saragossa             | [ 28 ] |
| XLIX                            | 2010-11 | 09-01-2011 | Rivas Ecópolis (1)           | 63-59        | València-Ros Casares    | Pavelló Font de Sant Lluís, València           | [ 29 ] |
| L                               | 2011-12 | 10-03-2012 | Perfumerias Avenida (3)      | 68-57        | València-Ros Casares    | Pavelló Príncipe Felipe, Arganda del Rey       | [ 30 ] |
| LI                              | 2012-13 | 10-03-2013 | Rivas Ecópolis (2)           | 83-62        | Perfumerias Avenida     | Pavelló Municipal Ángel Nieto, Zamora          | [ 31 ] |
| LII                             | 2013-14 | 23-02-2014 | Perfumerias Avenida (4)      | 69-67        | Rivas Ecópolis          | Pavelló Jorge Garbajosa, Torrejón de Ardoz     | [ 32 ] |
| LIII                            | 2014-15 | 15-02-2015 | Perfumerias Avenida (5)      | 66-62        | CB Conquero Huelva      | Pavelló Jorge Garbajosa, Torrejón de Ardoz     | [ 33 ] |
| LIV                             | 2015-16 | 07-02-2016 | CB Conquero Huelva (1)       | 60-52        | Perfumerias Avenida     | Poliesportiu Jose Antonio Gasca, San Sebastià  | [ 34 ] |
| LV                              | 2016-17 | 12-02-2017 | Perfumerias Avenida (6)      | 80-76        | Spar Citylift Girona    | Pavelló Municipal Girona-Fontajau              | [ 35 ] |
| LVI                             | 2017-18 | 21-01-2018 | Perfumerias Avenida (7)      | 76-62        | Spar Citylift Girona    | Pavelló Príncipe Felipe, Saragossa             | [ 36 ] |
| LVII                            | 2018-19 | 03-03-2019 | Perfumerias Avenida (8)      | 79-71        | Spar Citylift Girona    | Pavelló Mendizorrotza, Vitòria                 | [ 37 ] |
| LVIII                           | 2019-20 | 08-03-2020 | Perfumerias Avenida (9)      | 76-58        | Spar Citylift Girona    | Pavelló de Wurzburg, Salamanca                 | [ 38 ] |
| LIX                             | 2020-21 | 07-03-2021 | Spar Girona (1)              | 72-62        | València BC             | Pavelló Font de Sant Lluís, València           | [ 39 ] |
| LX                              | 2021-22 | 27-03-2022 | Perfumerias Avenida (10)     | 74-69        | Spar Girona             | Pavelló Font de Sant Lluís, València           | [ 3 ]  |
| LXI                             | 2022-23 | 02-04-2023 | Casademont Zaragoza (1)      | 55-51        | Perfumerias Avenida     | Pavelló Príncipe Felipe, Saragossa             | [ 40 ] |
| LXII                            | 2023-24 | 24-03-2024 | València BC (1)              | 77-53        | Casademont Zaragoza     | Palau d'Esports Carolina Marín, Huelva         | [ 41 ] |
| LXIII                           | 2024-25 | 23-03-2025 | Hozono Global Jairis (1)     | 67-59        | Perfumerias Avenida     | Pavelló Príncipe Felipe, Saragossa             | [ 42 ] |

## Palmarès

### Per club
| Equip                             | Campió | Subcampió | Finals | Anys campió                                                                              | Anys subcampió                                                         |
| --------------------------------- | ------ | --------- | ------ | ---------------------------------------------------------------------------------------- | ---------------------------------------------------------------------- |
| Club Baloncesto Avenida           | 10     | 8         | 18     | 2004-05, 2005-06, 2011-12, 2013-14, 2014-15, 2016-17, 2017-18, 2018-19, 2019-20, 2021-22 | 2000-01, 2003-04, 2006-07, 2009-10, 2012-13, 2015-16, 2022-23, 2024-25 |
| Ros Casares Valencia              | 7      | 3         | 10     | 2001-02, 2002-03, 2003-04, 2006-07, 2007-08, 2008-09, 2009-10                            | 2005-06, 2011-12, 2010-11                                              |
| Picadero Jockey Club              | 6      | 3         | 9      | 1972-73, 1974-75, 1977-78, 1978-79, 1979-80, 1982-83                                     | 1959-60, 1971-72, 1980-81                                              |
| Sección Femenina Madrid           | 6      | 0         | 6      | 1943-44, 1944-45, 1949-50, 1950-51, 1951-52, 1952-53                                     | —                                                                      |
| Club Deportivo Bosco              | 4      | 5         | 9      | 1980-81, 1981-82, 1983-84, 2000-01                                                       | 1977-78, 1978-79, 1979-80, 1982-83, 1996-97                            |
| CREFF Madrid                      | 4      | 2         | 6      | 1961-62, 1962-63, 1971-72, 1973-74                                                       | 1960-61, 1974-75                                                       |
| Club Bàsquet Godella              | 4      | 2         | 6      | 1990-91, 1991-92, 1993-94, 1994-95                                                       | 1992-93, 1995-96                                                       |
| Club de Bàsquet Cantaires         | 4      | 0         | 4      | 1985-86, 1986-87, 1987-88, 1988-89                                                       | —                                                                      |
| Club Baloncesto Islas Canarias    | 2      | 2         | 4      | 1998-99, 1999-00                                                                         | 1994-95, 1997-98                                                       |
| Rivas Ecópolis                    | 2      | 1         | 3      | 2010-11, 2012-13                                                                         | 2013-14                                                                |
| Pool Getafe                       | 2      | 0         | 2      | 1996-97, 1997-98                                                                         | —                                                                      |
| Uni Girona Club de Bàsquet        | 1      | 5         | 6      | 2020-21                                                                                  | 2016-17, 2017-18, 2018-19, 2019-20, 2021-22                            |
| Real Canoe Natación Club          | 1      | 3         | 4      | 1995-96                                                                                  | 1983-84, 1985-86, 1990-91                                              |
| Club Esportiu Cottet              | 1      | 2         | 3      | 1959-60                                                                                  | 1961-62, 1962-63                                                       |
| Reial Club Deportiu Espanyol      | 1      | 1         | 2      | 1942-43                                                                                  | 1943-44                                                                |
| El Masnou Basquetbol              | 1      | 1         | 2      | 1984-85                                                                                  | 1989-90                                                                |
| BEX Banco Exterior                | 1      | 1         | 2      | 1992-93                                                                                  | 1993-94                                                                |
| Club Baloncesto Conquero          | 1      | 1         | 2      | 2015-16                                                                                  | 2014-15                                                                |
| Basket Zaragoza 2002              | 1      | 1         | 2      | 2022-23                                                                                  | 2023-24                                                                |
| València Basket Club              | 1      | 1         | 2      | 2023-24                                                                                  | 2020-21                                                                |
| Medina La Corunya                 | 1      | 0         | 1      | 1960-61                                                                                  | —                                                                      |
| ADBF Zaragoza                     | 1      | 0         | 1      | 1989-90                                                                                  | —                                                                      |
| Club Baloncesto Jairis            | 1      | 0         | 1      | 2024-25                                                                                  | —                                                                      |
| Club Deportivo Xuncas             | 0      | 3         | 3      | —                                                                                        | 1986-87, 1987-88, 1988-89                                              |
| Club Esportiu Mataró              | 0      | 2         | 2      | —                                                                                        | 1972-73, 1973-74                                                       |
| Club Deportivo Ensino             | 0      | 2         | 2      | —                                                                                        | 1998-99, 2001-02                                                       |
| Reial Madrid                      | 0      | 1         | 1      | —                                                                                        | 1942-43                                                                |
| Secció Femenina Buenavista        | 0      | 1         | 1      | —                                                                                        | 1944-45                                                                |
| Secció Femenina Guadalajara       | 0      | 1         | 1      | —                                                                                        | 1949-50                                                                |
| Grupo Deportivo García Vives      | 0      | 1         | 1      | —                                                                                        | 1950-51                                                                |
| Club Esportiu Hispano Francès     | 0      | 1         | 1      | —                                                                                        | 1951-52                                                                |
| Secció Femenina Barcelona         | 0      | 1         | 1      | —                                                                                        | 1952-53                                                                |
| Universidad Complutense de Madrid | 0      | 1         | 1      | —                                                                                        | 1981-82                                                                |
| Coronas Tenerife                  | 0      | 1         | 1      | —                                                                                        | 1984-85                                                                |
| Club Baloncesto Ciudad de Burgos  | 0      | 1         | 1      | —                                                                                        | 1999-00                                                                |
| UB FC Barcelona                   | 0      | 1         | 1      | —                                                                                        | 2002-03                                                                |
| Club Deportivo Basket Zaragoza    | 0      | 1         | 1      | —                                                                                        | 2004-05                                                                |
| Club Baloncesto San José          | 0      | 1         | 1      | —                                                                                        | 2007-08                                                                |
| Club Bàsquet Puig d'en Valls      | 0      | 1         | 1      | —                                                                                        | 2008-09                                                                |

### Per jugadora
| Nota: S'inclouen les jugadores amb cinc o més títols Dades actualitzades el maig de 2024 |

| #  | Jugadora         | Posició    | Títols |
| -- | ---------------- | ---------- | ------ |
| 1  | Rosa Castillo    | Aler pivot | 10     |
| 2  | Amaya Valdemoro  | Aler       | 9      |
| 3  | Anna Junyer      | Base       | 8      |
| 3  | Elisa Aguilar    | Base       | 8      |
| 3  | Érika de Souza   | Pivot      | 8      |
| 6  | Roser Llop       | Escorta    | 7      |
| 7  | Fina García      | Escorta    | 6      |
| 7  | Marta Fernández  | Escorta    | 6      |
| 7  | Adaora Elonu     | Pivot      | 6      |
| 10 | Neus Bartran     |            | 5      |
| 10 | Marina Ferragut  | Pivot      | 5      |
| 10 | Pilar Valero     | Escorta    | 5      |
| 10 | Laia Palau       | Base       | 5      |
| 10 | Sílvia Domínguez | Base       | 5      |

### Premi MVP del torneig
| Edició | Any  | Jugadora              | Posició    | refs.  |
| ------ | ---- | --------------------- | ---------- | ------ |
| XVI    | 1978 | Rosa Castillo         | Pivot      | [ 7 ]  |
| XXIV   | 1985 | Rosa Castillo (2)     | Aler pivot | [ 15 ] |
| XXV    | 1986 | Rosa Castillo (3)     | Aler pivot | [ 16 ] |
| XL     | 2002 | Shannon Johnson       | Base       |        |
| XLI    | 2003 | Marta Fernández       | Escorta    |        |
| XLII   | 2004 | Amaya Valdemoro       | Aler       |        |
| XLIII  | 2005 | Núria Martínez        | Base       | [ 24 ] |
| XLIV   | 2006 | Laura Camps           | Aler       | [ 25 ] |
| XLV    | 2007 | Elena Tornikidou      | Aler       |        |
| XLVI   | 2008 | Liron Cohen           | Base       | [ 26 ] |
| XLVII  | 2009 | Anna Montañana        | Aler pivot | [ 27 ] |
| XLVIII | 2010 | Laia Palau            | Base       | [ 28 ] |
| XLIX   | 2011 | DeWanna Bonner        | Base       | [ 29 ] |
| L      | 2012 | Érika de Souza        | Pivot      | [ 43 ] |
| LI     | 2013 | Aneika Henry          | Pivot      | [ 31 ] |
| LII    | 2014 | Angelica Robinson     | Pivot      | [ 32 ] |
| LIII   | 2015 | Angelica Robinson (2) | Pivot      | [ 33 ] |
| LIV    | 2016 | Adaora Elonu          | Pivot      | [ 34 ] |
| LV     | 2017 | Sílvia Domínguez      | Base       | [ 35 ] |
| LVI    | 2018 | Angelica Robinson (3) | Pivot      | [ 36 ] |
| LVII   | 2019 | Erika de Souza (2)    | Pivot      | [ 44 ] |
| LVIII  | 2020 | Tiffany Hayes         | Escorta    | [ 45 ] |
| LIX    | 2021 | Chelsea Gray          | Base       | [ 46 ] |
| LX     | 2022 | Sílvia Domínguez (2)  | Base       | [ 47 ] |
| LXI    | 2023 | Helena Oma            | Aler       | [ 40 ] |
| LXII   | 2024 | Leticia Romero        | Base       | [ 48 ] |
| LXIII  | 2025 |                       |            |        |